# Kuli kuli
Le kuli kuli est un en-cas ouest-africain, un snack principalement composé d'arachides. On le retrouve au Bénin, au Niger, au Nigéria, au Ghana, au Cameroun  et au Togo. Il peut se manger seul. Au Bénin et au Togo, il est souvent accompagné de gari, de sucre et/ou de lait ; le tout mélangé dans un bol avec de l'eau. Il arrive qu'on le consomme avec juste le gari et sans eau. Il peut être salé, sucré, épicé et très croquant,,.

## Kuli Kuli béninois
Le kuli Kuli béninois est assez simple à faire. Il est composé d'arachides moulues et assemblées en grosses boules de sorte à recueillir toute l'huile qui en sort. Cette même huile servira à frire le Kuli kuli préalablement découpé en bâtonnets, en rondelles fines ou en de petites boules que l'on apelle gonazo au Togo,.

## Préparation

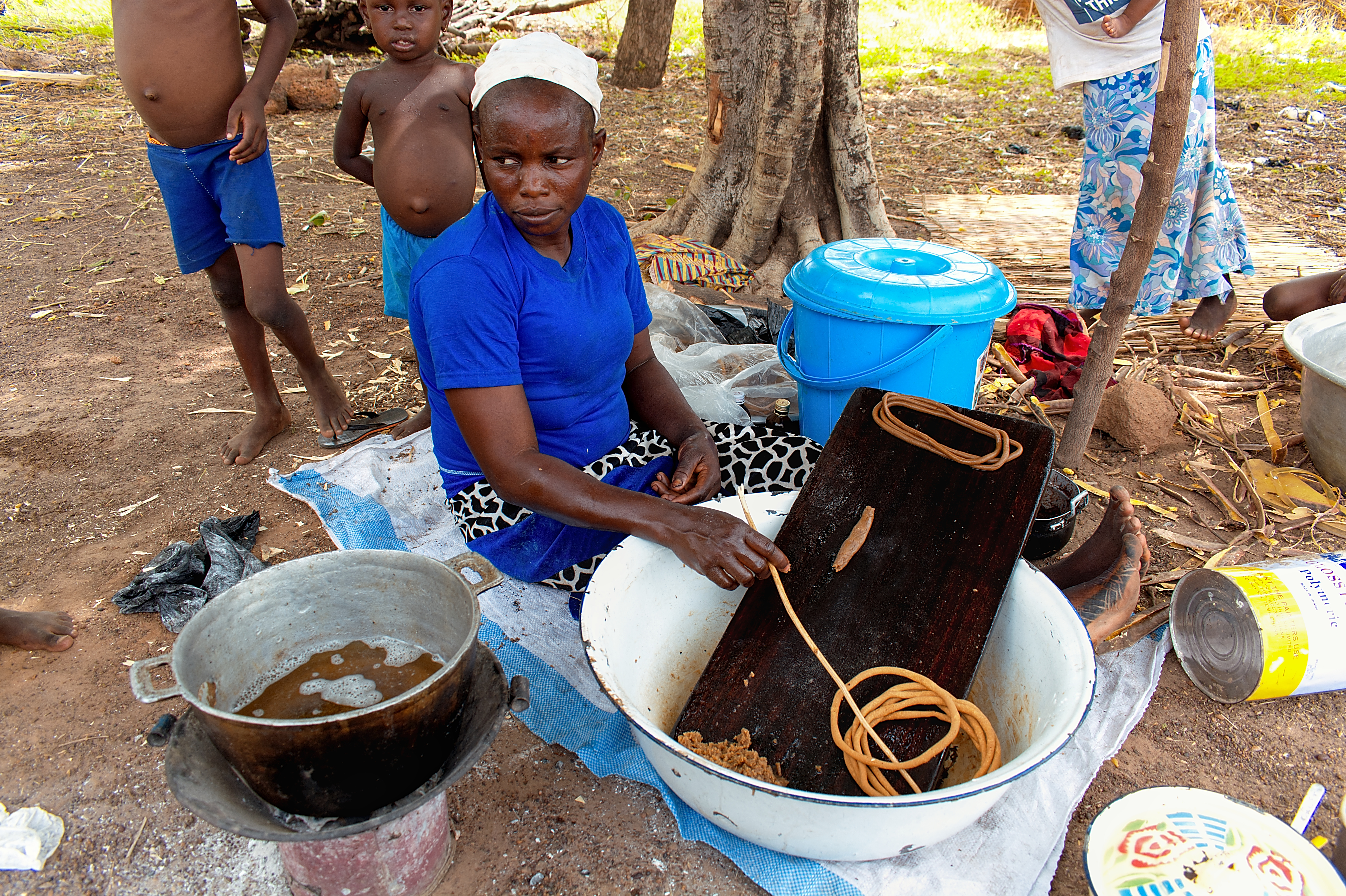
Préparation du kuli kuli au Ghana.

Le kuli kuli est obtenu à partir d'un mélange de pâte d’arachide et du sel auquel on peut ajouter du piment et du gingembre pour lui donner un côté épicé si l'on le souhaite. On peut y ajouter aussi du sucre. Il s'agit de beurre d'arachide frit,,.

## Consommation
Le kuli kuli peut se consommer seul mais au Bénin, il est très souvent accompagné de Gari, de Koko (Bouillie de maïs ou de mil) principalement à midi,,.